# Frank M. Coffin

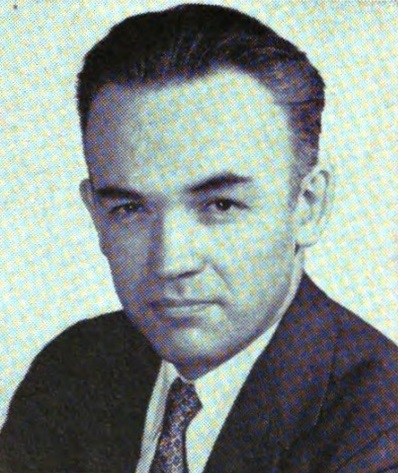
Frank M. Coffin, 1959

Frank Morey Coffin (* 11. Juli 1919 in Lewiston, Maine; † 7. Dezember 2009 in Portland, Maine) war ein US-amerikanischer Jurist und Politiker. Zwischen 1957 und 1961 vertrat er den Bundesstaat Maine im US-Repräsentantenhaus.

## Werdegang
Frank Coffin besuchte die öffentlichen Schulen seiner Heimat und danach bis 1940 das Bates College. Bis 1943 studierte er an der Business School der Harvard University. Zwischen 1943 und 1946 diente er während des Zweiten Weltkrieges in der US-Marine. Dabei war er im pazifischen Raum eingesetzt. Nach einem anschließenden Jurastudium und seiner Zulassung als Rechtsanwalt begann er in Lewiston in diesem Beruf zu praktizieren. Von 1947 bis 1949 war er beim Bundesbezirksgericht für den Distrikt Maine beschäftigt. Politisch war Coffin Mitglied der Demokratischen Partei. Zwischen 1954 und 1956 war er deren Vorsitzender in Maine.
1956 wurde Coffin im zweiten Wahlbezirk von Maine in das US-Repräsentantenhaus in Washington, D.C. gewählt. Dort trat er am 3. Januar 1957 die Nachfolge des Republikaners Charles P. Nelson an. Nach einer Wiederwahl im Jahr 1958 konnte er bis zum 3. Januar 1961 zwei Legislaturperioden im Kongress absolvieren. 1960 verzichtete er auf eine erneute Kandidatur. In diesem Jahr kandidierte Coffin erfolglos für das Amt des Gouverneurs von Maine, wobei er dem republikanischen Bewerber John H. Reed unterlag. Bis Oktober 1961 war er Geschäftsführer des Fonds für Entwicklungshilfe (Development Loan Fund). Danach fungierte er bis 1964 als stellvertretender Leiter der United States Agency for International Development. Zwischen 1964 und 1965 vertrat er die amerikanischen Interessen auf einer OECD-Konferenz in Paris.
Im Jahr 1965 wurde Coffin zum Richter am Bundesberufungsgericht für den ersten Gerichtskreis ernannt. Dieses Amt bekleidete er als Nachfolger von John Patrick Hartigan bis 1989. 1971 wurde er in die American Academy of Arts and Sciences gewählt. Zwischen 1972 und 1983 war er Vorsitzender Richter am Bundesberufungsgericht. In den Jahren 1984 bis 1990 war er auch Vorsitzender des Judicial Conference Committee. Danach zog sich Frank Coffin in den Ruhestand zurück. Er starb am 7. Dezember 2009 im Alter von 90 Jahren.